# Теодорос Контидис
Теодорос Контидис (на гръцки: Θεόδωρος Κοντίδης) е гръцки римокатолически духовник, архиепископ на Атинската архиепархия от 2021 година.

## Биография
Роден е на 11 март 1956 година в Солун, Гърция. Завършва средно образование в Атина, след което учи философия в Папския Григориански университет, а след това теология в Льовенския университет. Получава лиценциат по теология от Центъра Севър в Париж.
В 1983 година се присъединява към Йезуитския орден и на 9 октомври 1988 година е ръкоположен за свещеник. Служи като викарий и свещеник в църквата „Пресвето сърце Исусово“ в Атина. След полагането на клетва в 1995 година служи като координатор на младежкото служение, ръководител на религиозната община в Атина, редактор на списание и директор на център за духовни упражнения. От 2021 година е пастор в „Свети Андрей“ в Патра.
На 14 юли папа Франциск го назначава за атински архиепископ и апостолически администратор на Родоската архиепархия. Ръкополагането му е назначено за 18 септември 2021 година.